# Nao Kodaira
Nao Kodaira (n. 26 mai 1986, Chino, Prefectura Nagano, Japonia) este o sportivă ce a reprezentat Japonia, medaliată olimpică. A participat la 4 ediții ale Jocurilor Olimpice (2010, 2014, 2018, 2022) în care a câștigat o medalie de argint.